# Баранок, Екатерина Викторовна
Екатерина Викторовна Баранок (род. 1 июля 1992 года, Омск, Россия) — российская шорт-трекистка. Участница зимних Олимпийских игр 2014 года, 6-кратная чемпионка России в эстафете, многократная призёр чемпионата России. Мастер спорта России международного класса (2013). Выступала за «Динамо» (Омск) и УОР (Омск).

## Биография
Екатерина родилась в Омске, в семье Виктора Ивановича и Татьяны Юрьевны Баранок. Начинала заниматься фигурным катанием с 6-ти лет в крытом ледовом комплексе «Тополиный». Впервые она уехала одна на сборы в Сочи, в возрасте 7 лет. С рождения была упрямой и требовательной девочкой. Но в фигурном катании у юной спортсменки не получались прыжки. Девушка в 8-м классе решила, что фигуристкой стать не суждено, ушла из спорта и все силы бросила на учёбу. Вскоре её позвал к себе в команду известный омский заслуженный тренер России по шорт-треку Анатолий Брасалин. 14-летняя Катя стала заниматься шорт-треком в СДЮСШОР Омска.
В 2009 году Екатерина на чемпионате России на отдельных дистанциях завоевала золотую медаль в составе эстафетной команды Омска. Стала победителем Спартакиады учащихся России. В том же году вошла в состав национальной сборной. В 2010 году на чемпионате России в Саранске она стала серебряным призёром в женской эстафете. С сезона 2010/2011 участвовала на Кубке мира. В 2011 году дебютировала на чемпионате мира среди юниоров, где заняла 8-е место в эстафете и 15-е в многоборье. В марте на чемпионате России стала бронзовым призёром на дистанции 1500 метров, а также выиграла первое «золото» в эстафете. А дальше вплоть до 2015 года в составе омской команды она становилась чемпионкой страны ещё четыре раза подряд.
Она стала бронзовым призёром в эстафете на этапе Кубка мира 2011 года в Солт-Лейк-Сити. В декабре 2011-го Баранок выиграла первенство России в многоборье среди юниоров и отобралась на юниорский чемпионат мира. В январе 2012 года на дебютном чемпионате Европы в Млада-Болеславе участвовала только в эстафете и заняла 5-е место. В конце февраля на чемпионате мира среди юниоров заняла 10-е место в многоборье и выиграла «бронзу» в эстафете. В начале марта на чемпионате мира в Шанхае финишировала на 7-м месте в эстафете. В апреле на первенстве России среди юниоров выиграла дистанции 500 и 1500 метров, а также в эстафете на 3000 м. В 2012 году выполнила норматив Мастер спорта России.
В январе 2013 года на чемпионате Европы в Мальмё она заняла вновь 5-е место в эстафете. На чемпионате мира в Дебрецене, как и прошлом году показала 7-й результат в эстафете. В марте на чемпионате России Баранок стала серебряным призёром страны в забеге на 1000 метров и бронзовым на 1500 метров. В январе 2014 года Екатерина смогла отобраться на зимние Олимпийские игры в Сочи, но осталась запасной. На очередном чемпионате Европы в Дрездене поднялась с командой на 4-е место в эстафете, а на чемпионате мира в Дебрецене заняла 6-е место в эстафете.
В январе 2015 года на XXVII зимней Универсиаде в Гранаде студентка второго курса СибГУФК Баранок заняла 9-е место в забеге на 1500 метров, став лучшей из россиянок. На чемпионате России в марте стала серебряным призёром в забеге на 3000 метров. Она была отобрана также в состав сборной и на сезон 2015/2016.

## Личная жизнь и трудовая деятельность
Екатерина Баранок обучалась с 2009 года по 2014 год в Омском ГУОР (государственное училище Олимпийского резерва). Выпускница Сибирского государственного университета физической культуры и спорта (СибГУФК) в области физической культуры и спортивного коучинга. В 2016 году Екатерина стала слушателем группы бизнес-образования ГУУ в Москве. и получила степень в области менеджмента в спортивной индустрии. Работала тренером с 2015 года, а также в течение четырёх лет была помощником тренера национальной сборной Люксембурга по шорт-треку и тренером команды развития. Екатерина присоединилась к CH-PL в сентябре 2022 года и работает тренером по фигурному катанию. Она говорит по-русски, по-английски, по-французски и изучает люксембургский. Она также является инструктором по стретчингу, тренером тренажёрного зала в Фитнес-клубе «World Class» в Москве.

## Награды
- 2012 год — Лауреат спортивной премии Губернатора Омской области «Доблесть» в номинации «Открытие года».